# Oskar Lukasiak
Oskar Lukasiak (född 27 oktober 1991 i Enköping är en svensk dartspelare som spelar inom British Darts Organisation. Numera bor han strax utanför Stockholm i Bro.
Oskar Lukasiak är den yngste dartspelare i världen (endast 12 år gammal) som på officiell tävling - Danish Open, 29 augusti 2004 - lyckats göra den optimala utgången i spelet 501, på nio kast (eller som dartspelarna säger, på nio pil). Under samma helg slog han även ut flera av herrarna i topp tio på WDF:s rankinglista.
Svenska Dartförbundet uppmärksammade händelsen med att utnämna Oskar till en i skaran av Svenska Dartförbundets hedersmedlemmar för den stora bedriften. Oskar vann under året 2004 även den prestigefyllda tävlingen för juniorer Winmau World Youth den största tävlingen efter VM räknat.
Oskar debuterade i svenska herrlandslaget som 16-åring till tävlingen Nordic Cup där han blev tvåa i pilsnittligan bakom singelvinnaren Jarkko Komula. Efter tävlingen blev Oskar uttagen till Europamästerskapen för herrarna där han kom bland de 16 bästa.
2009 spelade Oskar sista året som junior i svenska landslaget. Oskar vann då Europamästerskapen för juniorer i singel, dubbel med Edwin Torbjörnsson och totala. I lag kom han tvåa med Edwin, Birk Kamp och Charlie Guldvinge.

## I VM för landslag
I World Cup Darts 2023 (My Diesel Claim World Cup of Darts) var Oskar Lukasiak i par med Dennis Nilsson, representerande Sverige. I gruppspelet besegrades Schweiz och Italien vilket medförde avancemang till slutspelet. I åttondelsfinalen mötte paret Kanada och vann med 8 – 5. I kvartsfinalen ställdes de mot slutsegrarna världsmästarna Wales med f.d. världsmästaren i singel Gerwyn Price och hans högt rankade partner Jonny Clayton. Trots fantastiskt bra spel av Oskar och Dennis fick de se sig besegrade med 8 – 5. Dock var detta det bästa resultat för Sverige i detta årliga mästerskap som startade 2010. 
2024 spelade Oskar tillsammans med Jeffery de Graaf som kunde representera Sverige i World Cup of Darts eftersom han har dubbla nationaliteter efter en karantänperiod på 5 år. Sverige var seedade som 15e nation tack vare resultatet året innan, Spanien och Gibraltar besegrades i gruppspelet. I åttondelen vann det svenska teamet mot Kroatien med 8-6. I kvartsfinalen ställdes Sverige mot f.d. dubbla världsmästarna Skottland med de två tidigare dubbla singelvärldsmästarna Gary Anderson och Peter Wright. Skottarna vann en tajt match med 8-7 där Sverige hade ställt en dubbel, matchpil. Men de fick inte prova då skottarna satte sin matchpil.